# Iglesia de Nuestra Señora de Lourdes (Maracay)
La Iglesia de Nuestra Señora de Lourdes (también conocida como «Parroquia de Nuestra Señora de Lourdes» o «Iglesia parroquial de Nuestra Señora de Lourdes») es el nombre que recibe un edificio religioso que pertenece a la Iglesia católica y se localiza en la Avenida Bermúdez del Barrio Lourdes, en la ciudad de Maracay capital del estado Aragua, al centro norte del país sudamericano de Venezuela. Hace parte de la diócesis católica de Maracay que la incluye en el Arciprestazgo número 3 (III).
El edificio es conocido por ser uno de los que se incluye en la tradicional visita a los siete templos que se realiza anualmente en Semana Santa y que en el caso de Maracay incluye a otras iglesias como la parroquia San Carlos Borromeo,  la iglesia Nuestra Señora de la Asunción,  San José de Catedral, la iglesia de San Judas Tadeo en las Acacias; La Iglesia de la Inmaculada Concepción; y la iglesia del Sagrado Corazón de Jesús.